# کیان رونان
کیان رونان (انگلیسی: Kian Ronan؛ زادهٔ ۹ مارس ۲۰۰۱) بازیکن فوتبال اهل بریتانیا است.
وی همچنین در تیم‌های ملی فوتبال Gibraltar national under-16 football team, Gibraltar national under-17 football team, Gibraltar national under-19 football team، زیر ۲۱ سال جبل‌الطارق، و جبل‌طارق بازی کرده‌است.